# البستان (القدس الشرقية)
البستان هي منطقة وحي يقع جنوب وادي حلوة في منطقة سلوان بالقدس الشرقية في فلسطين، ويتألف الحي حاليًا من أكثر من 100 منزل فلسطيني.
كانت منطقة البستان بالقدس الشرقية موضوعًا لمقترح مشروع تطوير إسرائيلي مثير للجدل يقوم على هدم المنازل القائمة وإنشاء حديقة وطنية بدلًا منها، مع تشييد بنايات سكنية جديدة مكونة من أربعة طوابق حولها لنقل السكان الحاليين إليها.
كانت منطقة البستان بالقدس الشرقية خاضعة لحكم الأردن بدءًا من عام 1948 وحتى عام 1967 عندما احتلتها إسرائيل، ثم ضمتها إلى أراضيها في عام 1980 في خطوة لاقت إدانة دولية على نطاق واسع.

## لمحة تاريخية
كان حي البستان حتى عام 1967 منطقة مخصصة لزراعة الأشجار المثمرة في وادي حلوة لسكان سلوان. وبموجب المخطط العام للمدينة الإسرائيلية رقم 9 لعام 1976، تم تصنيف حي البستان كمساحة مفتوحة وتم حظر البناء عليها، مما يسمح فقط بوجود للمباني القليلة القائمة بالفعل في المنطقة. ومع تفاقم الازدحام بعد عام 1967، لم يكن أمام سكان سلوان خيار سوى البناء في منطقة الوادي، وبُنيت المنازل الجديدة، التي بُنيت في الغالب منذ ثمانينيات القرن العشرين، دون الحصول على تصاريح من الجهات الإسرائيلية.
في أوائل عام 2015 بدأت بلدية القدس في إصدار وإرسال أوامر الهدم إلى سكان منطقة البستان، وهدمت بالفعل منزلين في وقت لاحق من نفس العام. ولكن بسبب الاحتجاجات الدولية تم تأجيل تنفيذ باقي خطط الهدم بعد ذلك، حيث أعلن رئيس البلدية أوري لوبوليانسكي أن السكان سيكونون قادرين على الحصول على تصاريح بأثر رجعي لبناء منازلهم. قدم السكان خطة خاصة بهم لإعادة تطوير المنطقة، والتي كان قد تم إعدادها بالتعاون مع سلطات التخطيط في عام 2006، ولكن رفضتها لجنة تخطيط المنطقة في عام 2009 بدعوى حساسية المناظر الطبيعية والقيم الثقافية والتاريخية. وفي نيسان (أبريل) من عام 2010، قدم سكان منطقة البستان مخططًا آخر، ولكنه رُفض أيضًا في حزيران (يونيو) من عام 2011 على أساس أنه لا يمكن التقدم يخطتي تطوير في نفس المنطقة.
لم يكن هناك أكثر من أربعة مبانٍ في المنطقة في عام 1967 وفقًا لإحصائيات بلدية القدس، ولكن اعتبارًا من عام 2010 كان الحي عبارة عن غيتو يعيش فيه 120 عائلة في مساكن دون المستوى تم تشييدها دون تصاريح في حدائق عامة، وكان العديد من المباني القائمة خالية من الكهربا والبنى التحتية للمياه أو الصرف الصحي، بل إن العديد منها بُني بدون أساسات مناسبة، واعتبارًا من عام 2012 كان هناك 35 أمرًا معلقًا لهدم منازل واقعة بحي البستان وفي عام 2012 أيضًا كان هناك 31 قضية تُنظر أمام المحاكم وأربع تم تأجيلها.
واعتبارًا من عام 2014، كان ما يقرب من 1000 شخص يعيشون في هذا الحي الجديد، حيث كان سكانه يفتقرون إلى الاعتراف الرسمي وتركوا يواجهون أوامر الهدم من السلطات المحلية وكانوا غير قادرين على توسيع المنازل أو إنشاء البنية التحتية أو بناء المرافق العامة. وبحسب ما ذكرته صحيفة هآرتس الإسرائيلية فلا أحد في حي البستان كان ينكر أن البيوت بُنيت بشكل غير قانوني، لكن السكان يؤكدون أنهم أجبروا على البناء بشكل غير قانوني في أرض مفتوحة لأن المدينة رفضت منح تراخيص البناء لهم. يقر سكان البيوت المقرر هدمها بأن حيهم في حالة سيئة، لكنهم يطالبون بتحسين المساكن وليس هدمها. لقد طالبوا بتصاريح قانونية لمنازلهم غير المصرح بها القائمة بالفعل وتعهدوا بأنهم لن يغادروا منازلهم أبدًا. وفي عام 2009، رفض السكان اقتراح البلدية بالانتقال طوعا إلى بلدة بيت حنينا الواقعة في الشمال.